# Richie McCaw

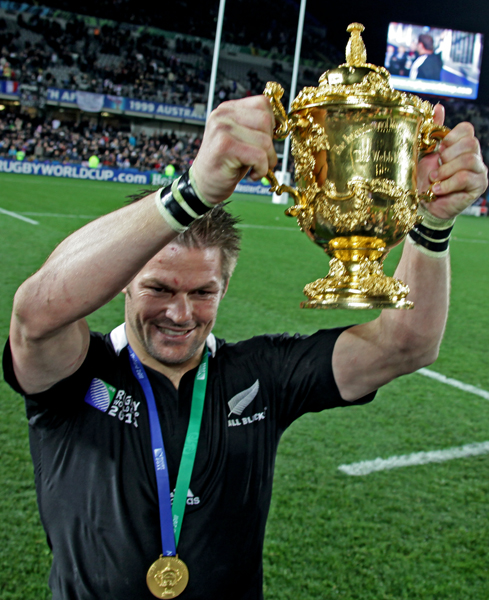
McCaw levantando la Copa Webb Ellis tras la final del Mundial de Rugby de 2011

Richard Hugh "Richie" McCaw (Oamaru, 31 de diciembre de 1980) es un exjugador de rugby union neozelandés. Jugaba en la posición de flanker (n.º 7) y fue capitán de los All Blacks de 2006 hasta 2015. McCaw jugó para los Canterbury en la National Provincial Championship y Crusaders en el Super Rugby. 
McCaw fue considerado el mejor tercera línea del mundo y su influencia en el desempeño de los All Blacks fue tan importante como la del legendario Michael Jones.
Fue particularmente conocido por su resistencia, lo que le permitía obtener el balón en cualquier parte del campo, y por ser un apoyo constante a sus compañeros, además de su excelente tackle. Rápido, potente, incansable, fue el mejor para recuperar el balón del ruck, aunque sus oponentes creían que estaba a menudo al borde de la infracción. En 2006, 2009 y 2010, fue elegido por la WR (World Rugby) como el Mejor jugador del Mundo en esos años, siendo el único, junto a Dan Carter (2005, 2012, 2015), en ganar el galardón en tres ocasiones y el que más veces ha estado en la lista de candidatos a ganarlo con 8 nominaciones.

## Carrera
Causó impresión cuando fue seleccionado para las selecciones sub-19 y sub-21 de Nueva Zelanda. Debutó con los All Blacks en 2001 en Dublín contra Irlanda siendo nombrado "Man of the Match". Dos años después, debutó en su primer Mundial, en la Copa del Mundo de Rugby de 2003 de Australia. En ese Mundial, jugó todos los partidos de él (7 partidos) y llegaron hasta las semifinales, tras vencer a Sudáfrica, cayendo ante selección de rugby de Australia en semifinales, conformándose con la tercera plaza. Tras finalizar el año, fue premiado con el Trofeo Tremain Kelvin, que lo condecora como el mejor jugador del año de Nueva Zelanda.
En 2006, McCaw fue nombrado capitán de los All Blacks remplazando a Tana Umaga. En 2010 firmó un contrato en el que percibía 750 000 $NZD (478 927,20 euros), siendo únicamente superado por su compañero de selección, Daniel Carter.

### 2011-presente
En la Copa Mundial de Rugby de 2011 realizada en Nueva Zelanda, alcanzó su partido número 100 representando a los All Blacks, siendo el primer jugador en alcanzar dicho logro, esto fue durante el partido que enfrentó a los All Blacks contra el combinado de Francia en un partido válido para la fase de grupos (Grupo A), en el que los anfitriones resultaron vencedores. En su partido número 103 con la camiseta de los All Blacks, lideró a su equipo a vencer a Francia por 8-7 en la final del Mundial en el estadio de Eden Park, en la ciudad de Auckland, levantando la Copa Webb Ellis en el mismo lugar donde 24 años antes lo hiciera David Kirk.
Unos meses después de ganar el mundial, fue operado con éxito de su pie derecho en noviembre, extrayéndole un tornillo del pie, que le fue insertado debido a una fractura anterior por estrés, y recibiendo un injerto en el hueso, estando de baja 3 meses. En febrero de 2012, anunció que volvería a los terrenos de juego en abril, perdiéndose las cinco primeras jornadas del Super XV.
En 2015 fue seleccionado para formar parte de la selección neozelandesa que participó en la Copa Mundial de Rugby de 2015.
Formó parte del equipo que ganó la final ante Australia por 34-17, entrando en la historia del rugby al ser la primera selección que gana el título de campeón en dos ediciones consecutivas.
En la rueda de prensa posterior a la final de la Copa de Mundo, el entrenador de los All Blacks, Steve Hansen declaró que:"McCaw es el mejor All Black que hemos tenido nunca"

## Palmarés

### Clubes

#### Canterbury
- Campeón de la National Provincial Championship (2001, 2004, 2008, 2009, 2010 y 2011)

#### Crusaders
- Campeón del Super Rugby (2002, 2005, 2006 y 2008)
- Finalista del Super Rugby (2003, 2004, 2011 y 2014)

### Selección nacional

#### Copa del Mundo
| Edición            | Posición         | Resultados de Nueva Zelanda | Resultados de McCaw | Partidos jugados de McCaw |
| ------------------ | ---------------- | --------------------------- | ------------------- | ------------------------- |
| Australia 2003     | 3º               | 6 v, 0 n, 1 d               | 6 v, 0 n, 1 d       | 7/7                       |
| Francia 2007       | Cuartos de final | 4 v, 0 n, 1 d               | 3 v, 0 n, 1 d       | 4/5                       |
| Nueva Zelanda 2011 | Campeón          | 7 v, 0 n, 0 d               | 5 v, 0 n, 0 d       | 5/7                       |
| Inglaterra 2015    | Campeón          | 7 v, 0 n, 0 d               |                     |                           |

Leyenda: V = Victoria ; N = Empate ; D = Derrota.

#### Torneo de las Tres Naciones
| Edición                             | Posición | Resultados de Nueva Zelanda | Resultados de McCaw | Partidos jugados de McCaw |
| ----------------------------------- | -------- | --------------------------- | ------------------- | ------------------------- |
| Torneo de las Tres Naciones de 2002 | Campeón  | 3 v, 0 n, 1 d               | 3 v, 0 n, 1 d       | 4/4                       |
| Torneo de las Tres Naciones de 2003 | Campeón  | 4 v, 0 n, 0 d               | 3 v, 0 n, 0 d       | 3/4                       |
| Torneo de las Tres Naciones de 2005 | Campeón  | 3 v, 0 n, 1 d               | 3 v, 0 n, 1 d       | 4/4                       |
| Torneo de las Tres Naciones 2006    | Campeón  | 5 v, 0 n, 1 d               | 5 v, 0 n, 1 d       | 6/6                       |
| Torneo de las Tres Naciones 2007    | Campeón  | 3 v, 0 n, 1 d               | 3 v, 0 n, 1 d       | 4/4                       |
| Torneo de las Tres Naciones 2008    | Campeón  | 4 v, 0 n, 2 d               | 3 v, 0 n, 0 d       | 3/6                       |
| Torneo de las Tres Naciones de 2009 | 2º       | 3 v, 0 n, 3 d               | 3 v, 0 n, 3 d       | 6/6                       |
| Torneo de las Tres Naciones 2010    | Campeón  | 6 v, 0 n, 0 d               | 6 v, 0 n, 0 d       | 6/6                       |

Leyenda: V = Victoria ; N = Empate ; D = Derrota.

#### Consideraciones personales
- 2001 - Mejor jugador del año Sub-21
- 2003 - Premiado por la NPC como mejor jugador del año
- 2003 - Trofeo Tremain Kelvin como mejor jugador del año
- 2004 - Premiado por la NPC como mejor jugador del año
- 2006 - Trofeo Tremain Kelvin como mejor jugador y capitán del año
- 2006 - World Rugby Jugador del Año
- 2009 - Trofeo Tremain Kelvin como mejor jugador del año
- 2009 - World Rugby Jugador del Año
- 2010 - Deportista del Año de Nueva Zelanda
- 2010 - World Rugby Jugador del Año
- 2011 - Deportista del Año de Nueva Zelanda